# HD 79447
О звезде I Киля см. I Киля

HD 79447, также известная как i Киля (i Car) — звезда в созвездии Киля. Это бело-голубой, спектрального класса В гигант с видимой звёздной величиной +3.96, удалён от Земли на 499 световых лет.